# Peterskirche (Gutach)

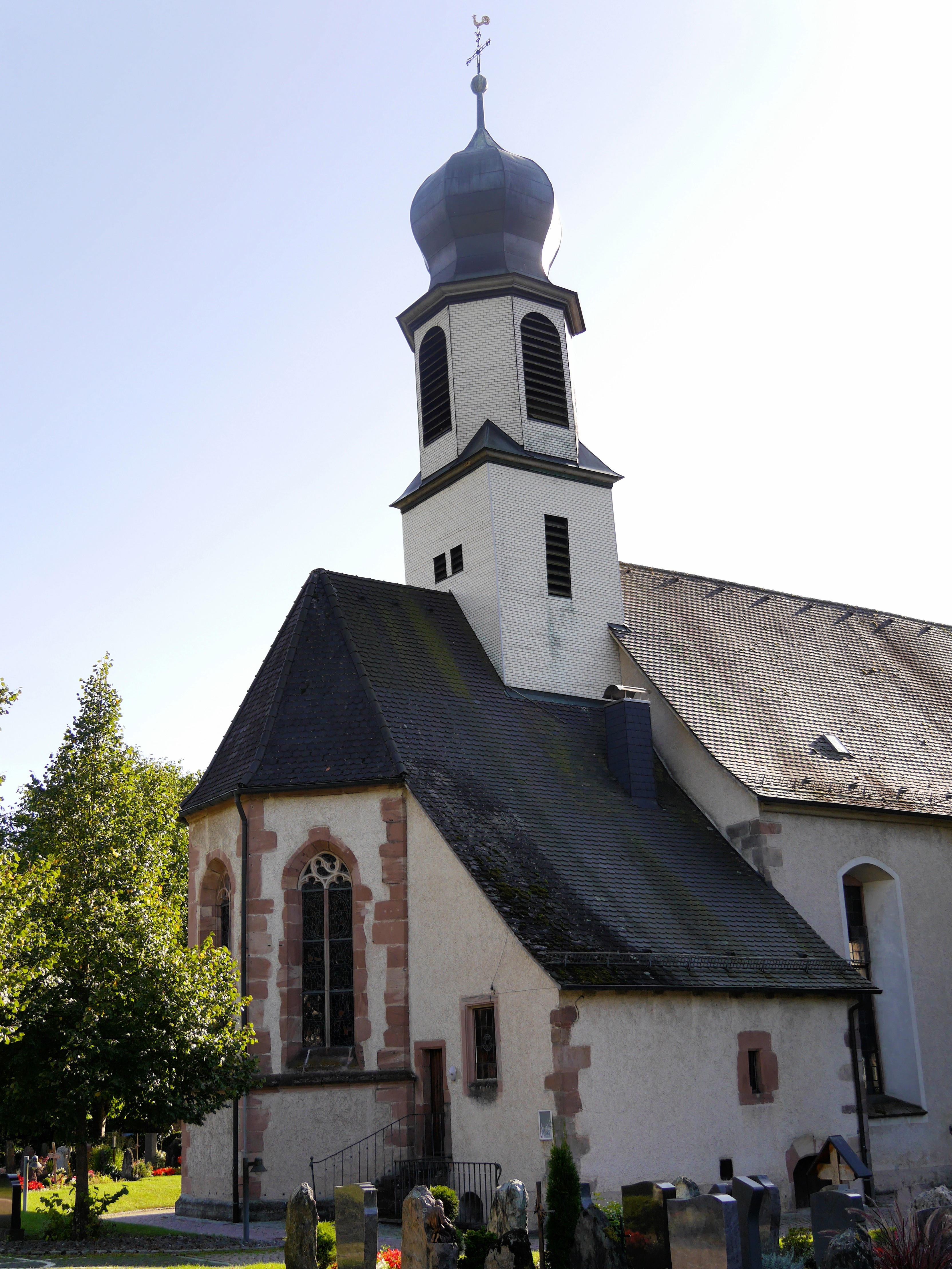
Peterskirche in Gutach

Die evangelische Peterskirche steht in Gutach (Schwarzwaldbahn), einer Gemeinde im Ortenaukreis in Baden-Württemberg. Die Kirchengemeinde gehört zur Evangelischen Landeskirche in Baden. Das Bauwerk ist als Denkmal beim Landesamt für Denkmalpflege Baden-Württemberg eingetragen.

## Beschreibung
Die Saalkirche wurde 1462 erbaut. Sie besteht aus einem Langhaus, einem eingezogenen, dreiseitig geschlossenen Chor im Osten, der Sakristei unter dem Schleppdach an seiner Nordwand und einem 1781 aufgesetzten quadratischen Dachreiter an der Grenze zum Langhaus, dessen oberes achteckiges Geschoss den Glockenstuhl beherbergt, und der mit einer Zwiebelhaube bedeckt ist. Der Chor hat Maßwerkfenster. Der Innenraum des Langhauses ist mit einer Flachdecke überspannt, der des Chors mit einem Netzgewölbe. 1743 wurde im Langhaus eine Empore eingebaut. Die Orgel wurde 1956 von der G. F. Steinmeyer & Co. als Opus 1901 gebaut.